# Сад камней

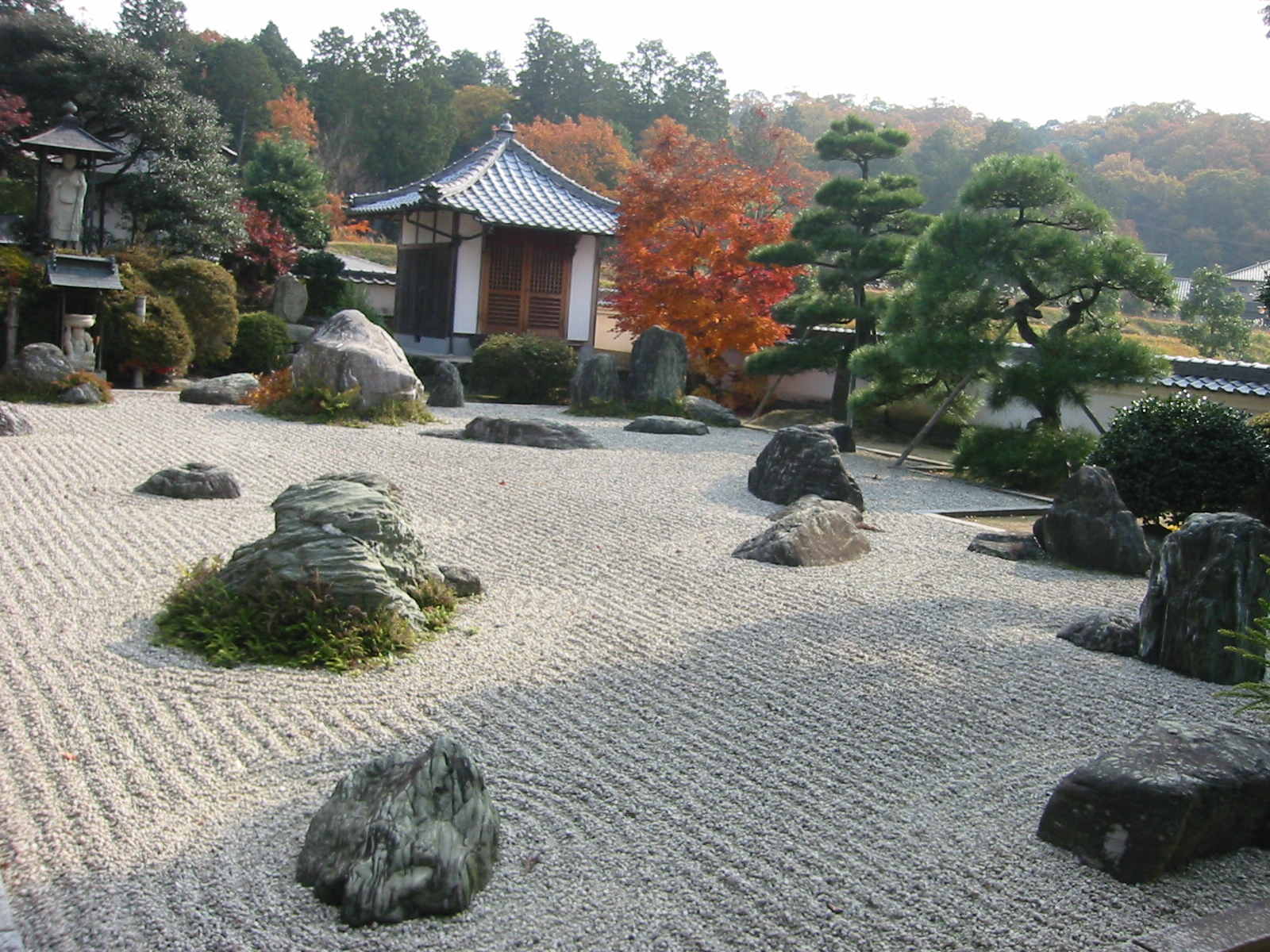
Сад камней в Като, Хиого

Сад камней (яп. 枯山水 карэсансуй, букв. «сухие горы и воды»), также «сэкитэй» (яп. 石庭, букв. «каменный сад») — культурно-эстетическое сооружение Японии, разновидность японского сада, появившаяся в период Муромати (1336—1573).

## Описание и основные элементы
В сухих дзэнских садах присутствие растительности минимально, все сведено к сущности, не подверженной прихотям бытийных перемен. 
Обычно сад камней представляет собой ровную площадку, большая часть которой засыпана песком или мелкой галькой. Но главным элементом являются, на первый взгляд, хаотично расположенные на ней группы неотесанных камней. Однако беспорядочность только кажущаяся, на самом деле расположение и композиция камней в группах подчиняются определенным правилам, исходящим из мировоззренческих концепций дзэн-буддизма. Камни в группах располагают по три, в соответствии с буддийской триадой. На поверхности сада с помощью граблей делаются бороздки, идущие вдоль длинной стороны сада и образующие кольцевые окружности вокруг камней. Традиционно считается, что поверхность сада символизирует океан, а камни — острова, но посетитель сада может представить на его месте что-то своё. Сад камней продолжает архитектуру дома и зависит от его интерьера. Функционально сады камней предназначены для медитаций, отстранения от мирской суеты и повседневных проблем. Конструкция подобных сооружений, подчиняясь нормам дзэн-буддизма, подчеркивает тягу японцев к любованию природой, размышлению, уединению. Здесь в явном виде выступают такие принципы, как умение видеть прелесть обыденного и изящество простоты.
Также, одной из основных особенностей сада камней является то, что в какой бы точке ни стоял наблюдатель, его взор упадёт на равное число камней.

## Известные сады камней

### Сад Рёандзи

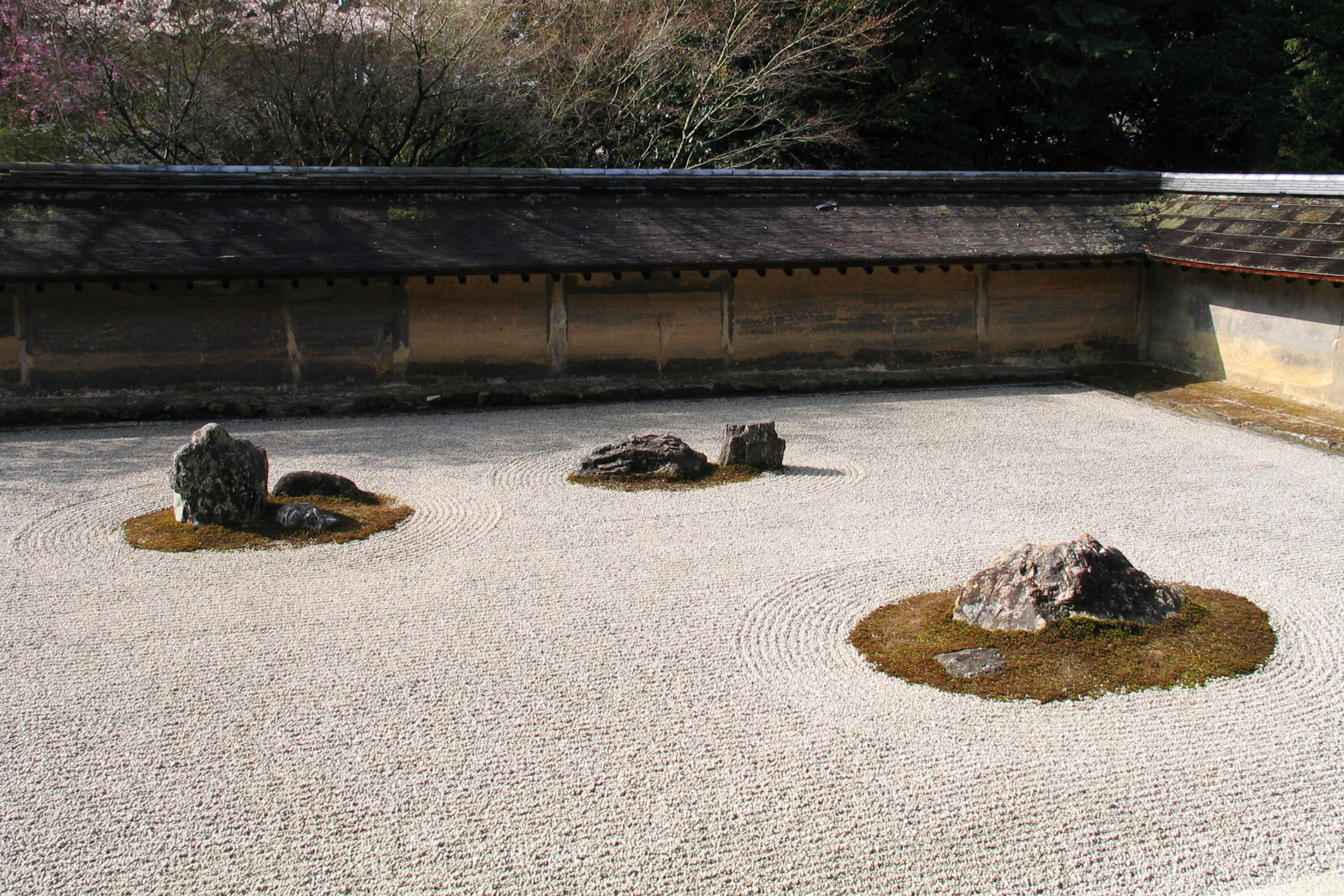
Сад камней храма Рёан-дзи

Одним из самых известных садов камней является сад пятнадцати камней храма Рёан-дзи. Сад построен в 1499 году мастером Соами (яп. 相阿弥, умер в 1525 году). Подобные сады характерны для многих дзэн-буддийских и сингонских храмов Японии.
Представляет собой небольшую по размерам прямоугольную площадку (с востока на запад — 30 м, с юга на север — 10 м), засыпанную белым гравием. На площадке расположено 15 чёрных необработанных камней, они организованы в пять групп. Вокруг каждой группы, как обрамление, посажен зелёный мох. Гравий «расчёсан» граблями на тонкие бороздки. С трёх сторон сад огорожен невысоким глинобитным забором.
С какой бы точки ни рассматривал посетитель сада эту композицию, пятнадцатый камень всегда оказывается вне поля его зрения, загороженный другими камнями. Иногда, однако, создаётся впечатление, что видны 15 камней, так как отдельные камни из-за своей неправильной формы воспринимаются как два. Полностью наблюдать все камни можно, только воспарив в воздухе над садом и посмотрев на него сверху. Считается, что увидеть все 15 камней может только «достигший просветления».
Сад является частью храмового комплекса, поэтому подойти к нему можно, только пройдя через храм, а созерцать — только находясь на веранде храма.

### В России
Сады камней имеются в:
- Главном ботаническом саду имени Н. В. Цицина РАН в Москве, экспозиция «Японский сад»;
- Центральном сибирском ботаническом саду, в Новосибирском Академгородке.
- Скульптурный парк «Легенда» в Пензенской области.
- В парке «Краснодар» в Краснодаре
- Памятник дружбы «Сад камней» в Находке

## Камни
Эстетические свойства необработанного камня больше всего применяются в архитектуре сада камней. Но и в других разновидностях японского сада камни являются основным элементом. Также камень в его первозданной форме является главным атрибутом японского парка.

## Галерея

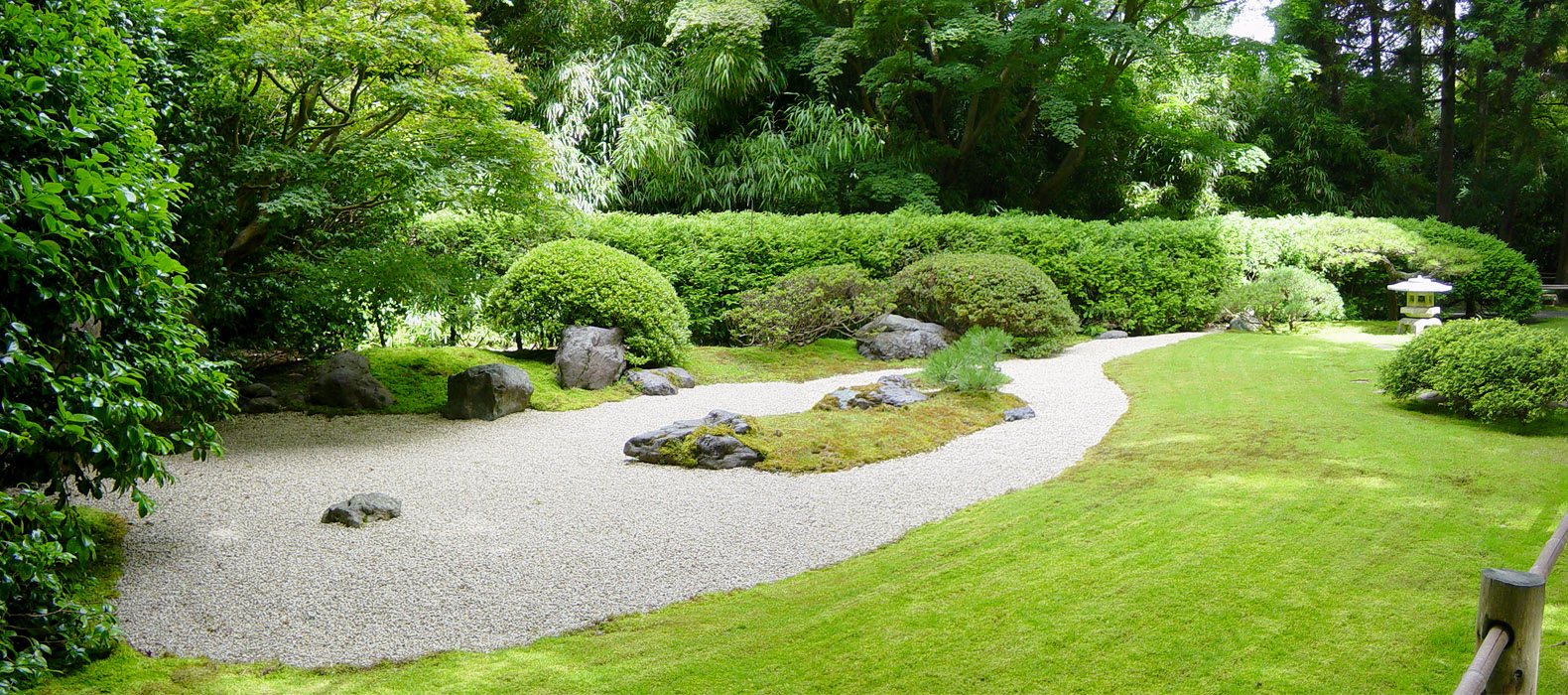
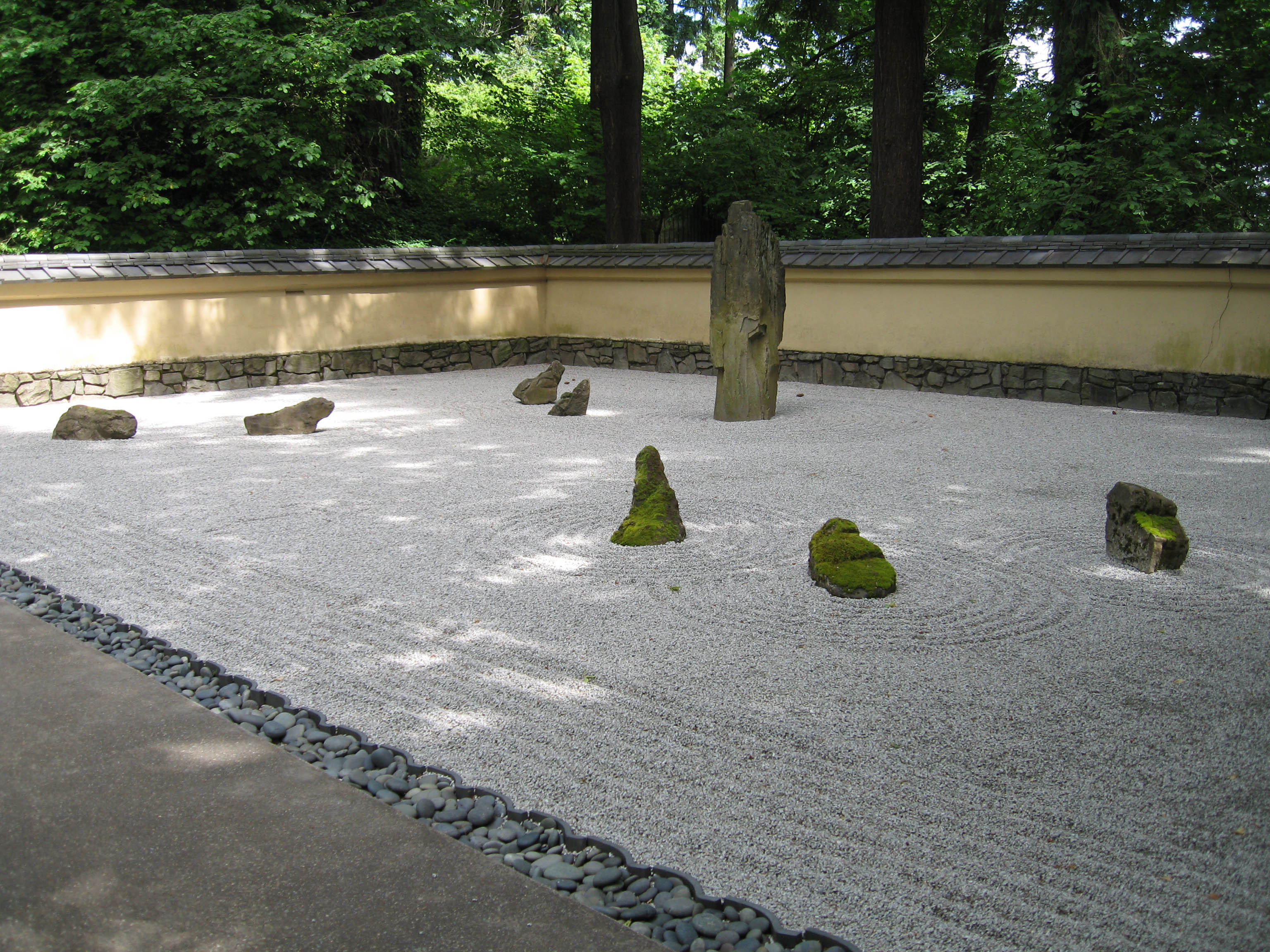
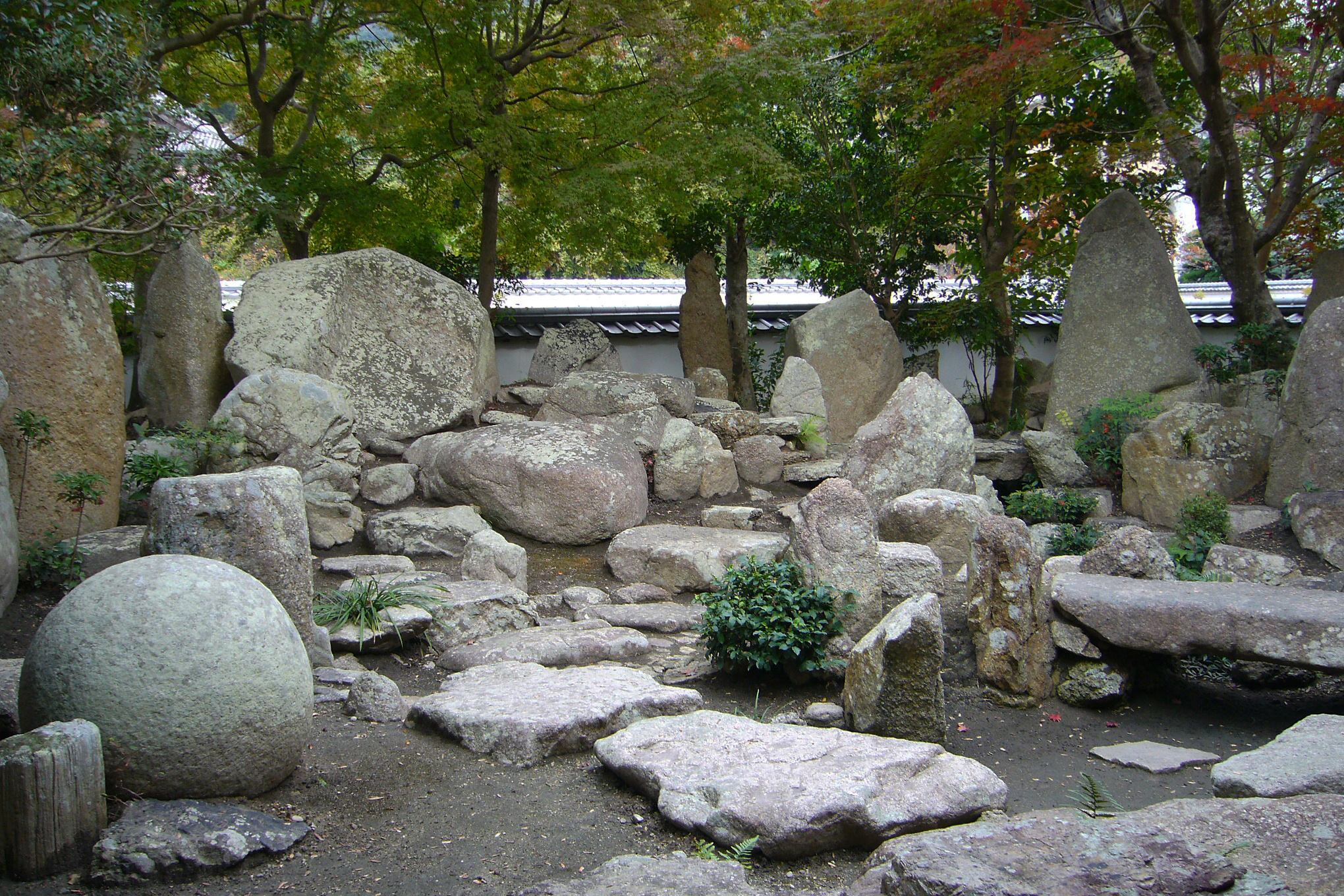